# US Open 2008 (golf)
Het U.S. Open kampioenschap 2008 (golf) vond plaats van 12 tot 16 juni 2008 op de South Course van de Torrey Pines Golf Course nabij San Diego (Californië). Het was de eerste maal dat het U.S. Open op deze baan werd betwist.
Tiger Woods won het toernooi, na een spannende man-tegen-man play-off op de vijfde dag met Rocco Mediate. Na de vier reguliere rondes waren beide Amerikaanse spelers geëindigd met één slag onder par, één slag beter dan de Engelsman Lee Westwood, de beste Europeaan. Een extra ronde over 18 holes op de maandag 16 juni bracht evenmin afscheiding. Dan werd er overgegaan op "sudden death" play-off met als eerste hole het nummer zeven. Op die negentiende extra hole, een par 4, sloeg Mediate een bogey terwijl Woods par speelde. Zo won Woods zijn derde U.S. Open, zijn 14e major in totaal, en een check van 1.350.000 dollar, terwijl Rocco Mediate moest tevreden zijn met 810.000 dollar.
De overwinning van Woods was des te opmerkelijker, omdat hij het hele toernooi met pijn in de knie moest afwerken. Na het Masterstoernooi had hij een knieoperatie ondergaan op 15 april 2008, en tot aan het U.S. Open had hij niet één volledige ronde van achttien holes meer gespeeld. Pas na het U.S. Open onthulde Woods dat hij tijdens zijn revalidatie een dubbele stressfractuur had opgelopen in zijn linker scheenbeen, dat hij opnieuw zou moeten geopereerd worden aan de voorste kruisband van zijn linkerknie en de rest van het seizoen 2008 zou moeten missen.

## Uitslag

### Uitslag na 72 holes (par = 71)
| #  | Speler               | Land | Score           | t.o.v. par |
| -- | -------------------- | ---- | --------------- | ---------- |
| T1 | Tiger Woods          | USA  | 72-68-70-73=283 | -1         |
| T1 | Rocco Mediate        | USA  | 69-71-72-71=283 | -1         |
| 3  | Lee Westwood         | ENG  | 70-71-70-73=284 | 0          |
| T4 | Robert Karlsson      | SWE  | 70-70-75-71=286 | +2         |
| T4 | D. J. Trahan         | USA  | 72-69-73-72=286 | +2         |
| T6 | Miguel Ángel Jiménez | ESP  | 75-66-74-72=287 | +3         |
| T6 | John Merrick         | USA  | 73-72-71-71=287 | +3         |
| T6 | Carl Pettersson      | SWE  | 71-71-77-68=287 | +3         |
| T9 | Eric Axley           | USA  | 69-79-71-69=288 | +4         |
| T9 | Geoff Ogilvy         | AUS  | 69-73-72-74=288 | +4         |
| T9 | Heath Slocum         | USA  | 75-74-74-65=288 | +4         |
| T9 | Brandt Snedeker      | USA  | 76-73-68-71=288 | +4         |
| T9 | Camilo Villegas      | COL  | 73-71-71-73=288 | +4         |

### 18-Hole play-off
| #  | Speler        | Land | Score | t.o.v. par |
| -- | ------------- | ---- | ----- | ---------- |
| T1 | Tiger Woods   | USA  | 71    | 0          |
| T1 | Rocco Mediate | USA  | 71    | 0          |

### Sudden death play-off
| # | Speler        | Land | Score | t.o.v. par |
| - | ------------- | ---- | ----- | ---------- |
| 1 | Tiger Woods   | USA  | 4     | 0          |
| 2 | Rocco Mediate | USA  | 5     | +1         |

De winnaar van het vorige jaar, Ángel Cabrera, slaagde er niet in de cut te halen na de tweede ronde.